# Dying for Sex
Dying for Sex ist eine US-amerikanische Miniserie, die lose auf dem gleichnamigen Podcast von Nikki Boyer und Molly Kochan basiert, in welchem über das Leben der an Krebs erkrankten Molly Kochan (1973–2019) berichtet wird. Die Premiere der Miniserie fand am 4. April 2025 auf FX on Hulu statt, einem Bereich innerhalb des US-amerikanischen Streamingdienstes Hulu. Im deutschsprachigen Raum erfolgte die Erstveröffentlichung der Miniserie am selben Tag durch Disney+ via Star als Original.

## Handlung
Eine Frau, bei der metastasierter Brustkrebs diagnostiziert wurde, beendet ihre 13-jährige Ehe, um sich selbst und ihre Sexualität vor ihrem Tod zu entdecken.

## Besetzung und Synchronisation
Die deutschsprachige Synchronisation entstand nach den Dialogbüchern von Andrea Mayer sowie unter der Dialogregie von Johannes Semm durch die Synchronfirma DMT Studios in Hamburg.

### Hauptdarsteller
| Rolle        | Schauspieler      | Synchronsprecher     |
| ------------ | ----------------- | -------------------- |
| Molly Kochan | Michelle Williams | Stephanie Damare     |
| Nikki Boyer  | Jenny Slate       | Katharina von Keller |

### Nebendarsteller
| Rolle         | Schauspieler | Synchronsprecher      |
| ------------- | ------------ | --------------------- |
| Dr. Pankowitz | David Rasche | Achim Buch            |
| Nachbar       | Rob Delaney  | Peter Flechtner       |
| Noah          | Kelvin Yu    | Jesse Grimm           |
| Sonya         | Esco Jouléy  | Runa Pernoda Schaefer |
| Steve         | Jay Duplass  | Till Endemann         |

### Gastdarsteller
| Rolle               | Schauspieler          | Synchronsprecher      |
| ------------------- | --------------------- | --------------------- |
| Ann-Marie           | Cindy Cheung          | Cosima Ertl           |
| Cousine Sheila      | Nikki Boyer           | Dorothee Sturz        |
| Della               | Tracee Chimo          | Lynne Glaner          |
| Dr. Keller          | Peter Grosz           | Colin Hausberg        |
| Dr. Rupert          | Giullian Yao Gioiello | Flemming Stein        |
| Dr. Sean            | James Cribbins        | Ivo Masannek          |
| G                   | Robby Hoffman         | Jamila Boukhers       |
| Gail                | Sissy Spacek          | Susanna Bonasewicz    |
| Hooper              | Zack Robidas          | Martin Brücker        |
| Linda               | Kelly Lester          | Kristina von Weltzien |
| Molly Kochan (jung) | Annabelle Toomey      | Charlotte Martz       |
| Pet                 | Conrad Ricamora       | David Berton          |
| 25-jähriger Typ     | Marcello Hernández    | Ben Küch              |

## Episodenliste
| Nr. | Deutscher Titel                   | Originaltitel                 | Erstausstrahlung (USA) | Deutschsprachige Erstveröffentlichung (D/A/CH) | Regie          | Drehbuch                              |
| --- | --------------------------------- | ----------------------------- | ---------------------- | ---------------------------------------------- | -------------- | ------------------------------------- |
| 1   | Billige Diät-Cola                 | Good Value Diet Soda          | 4. Apr. 2025           | 4. Apr. 2025                                   | Shannon Murphy | Kim Rosenstock & Elizabeth Meriwether |
| 2   | Eine Frage der Selbstbefriedigung | Masturbation is Important     | 4. Apr. 2025           | 4. Apr. 2025                                   | Chris Teague   | Sheila Callaghan                      |
| 3   | Zu viele Gefühle                  | Feelings Can Become Amplified | 4. Apr. 2025           | 4. Apr. 2025                                   | Chris Teague   | Keisha Zollar                         |
| 4   | Volle Kontrolle                   | Topping is a Sacred Skill     | 4. Apr. 2025           | 4. Apr. 2025                                   | Shannon Murphy | Madeleine George                      |
| 5   | Mutterinstinkt                    | My Pet                        | 4. Apr. 2025           | 4. Apr. 2025                                   | Shannon Murphy | Harris Danow                          |
| 6   | Frohes Fest                       | Happy Holidays                | 4. Apr. 2025           | 4. Apr. 2025                                   | Shannon Murphy | Sasha Stewart & Sabrina Wu            |
| 7   | Du schaffst mich, Ernie           | You're Killing Me, Ernie      | 4. Apr. 2025           | 4. Apr. 2025                                   | Shannon Murphy | Elizabeth Meriwether                  |
| 8   | Halb so schlimm                   | It's Not That Serious         | 4. Apr. 2025           | 4. Apr. 2025                                   | Shannon Murphy | Kim Rosenstock                        |

## Kritiken
„„Dying for Sex“ ist ausnehmend liebevoll erzählt […] Williams spielt die Krebskranke mit einer beeindruckenden Bandbreite: gebrechlich, zart, verunsichert, traurig, wütend, fröhlich.“